# What If (película de 2013)
What If es una película canadiense-irlandés de comedia romántica de 2013 dirigida por Michael Dowse. Entre el reparto de actores se encuentran Daniel Radcliffe, Mackenzie Davis, Zoe Kazan y Adam Driver.

## Sinopsis
Tras su ruptura con Megan (Sarah Gadon), Wallace (Daniel Radcliffe), un joven que decidió abandonar sus estudios de medicina y que nunca ha tenido suerte en las relaciones, conoce a Chantry (Zoe Kazan), una chica que vive con su novio Ben (Rafe Spall). Enseguida Chantry y Wallace se convierten en muy buenos amigos, pero la innegable química entre ellos hace que se pregunten... ¿Qué pasa si el amor de tu vida es realmente tu mejor amigo?

## Reparto
| Actor/Actriz       | Personaje             |
| ------------------ | --------------------- |
| Daniel Radcliffe   | Wallace               |
| Zoe Kazan          | Chantry               |
| Megan Park         | Dalia                 |
| Adam Driver        | Allan                 |
| Mackenzie Davis    | Nicole                |
| Rafe Spall         | Ben                   |
| Oona Chaplin       | Trabajadora argentina |
| Jemima Rooper      | Elie                  |
| Sarah Gadon        | Megan                 |
| Jordan Hayes       | Becky                 |
| Meghan Heffern     | Tabby                 |
| Vanessa Matsui     | Sales woman           |
| Jonathan Cherry    | Josh                  |
| Tommie-Amber Pirie | Gretchen              |
| Lucius Hoyos       | Félix                 |
| Rebecca Northan    | Holly                 |

## Recepción
La película ha recibido críticas generalmente positivas, tiene una calificación en Metacritic de 61 sobre 100 basada en 5 críticas y un índice de aprobación del 86% en Rotten Tomatoes. Además de obtener 3 de las 5 estrellas en la revista Fotogramas.